# Khadim N'Diaye
Khadim N'Diaye est un footballeur sénégalais né le 30 novembre 1984. Il évolue au poste de gardien de but à l'Horoya AC.
Le 13 avril 2019, lors des quarts de finale retour de la Ligue des champions de la CAF face au Wydad de Casablanca, il se blesse très gravement après une collision avec un coéquipier. Il est immédiatement transporté à l'hôpital le plus proche.

## Biographie

### En club
Il commence sa carrière au Casa Sports avant de jouer à l'ASC Linguère. Avec la Linguère, il remporte un titre de champion du Sénégal.
Après des passages au Kalmar FF (Suède) et à l'ASC Diaraf, il joue pour l'Horoya AC, club avec lequel il remporte notamment la Supercoupe de Guinée en 2014.

### En équipe nationale
Il reçoit sa première sélection en équipe du Sénégal lors de l'année 2010, et compte un total de 12 sélections en équipe nationale.
Il participe à la Coupe d'Afrique des nations 2012 puis à la Coupe d'Afrique des nations 2017 avec la sélection sénégalaise. Il ne joue que deux matchs lors des phases finale de CAN.
Il dispute ensuite la Coupe du monde 2018 qui se déroule en Russie. N'Diaye officie comme gardien titulaire lors de ce mondial, et joue les trois matchs de son équipe. Malgré un bilan honorable d'une victoire, un nul et une défaite, le Sénégal est éliminé dès le premier tour.

## Palmarès
- ASC Linguère
  - Champion du Sénégal en 2009

- Horoya AC
  - Champion de Guinée en 2015, 2016, 2017, 2018 et 2019
  - Vainqueur de la Coupe de Guinée en 2016, 2018 et 2019
  - Vainqueur de la Supercoupe de Guinée en 2014, 2017 et 2018